# EON Productions
EON Productions Ltd. – brytyjska wytwórnia filmowa, znana z produkowania filmów o Jamesie Bondzie. Ma swoją siedzibę w angielskim Pinewood Studios, w Londynie i jest uzupełnieniem Danjaq LLC, grupy holdingowej posiadającej prawa autorskie do postaci i elementów znanych z bondowskich filmów.
Wytwórnia została założona w 1962 roku przez Alberta R. Broccoliego i Harry’ego Saltzmana. Skrót EON w nazwie wytwórni oznacza Everything Or Nothing (pol. wszystko albo nic).